# 2005年安曼爆炸案

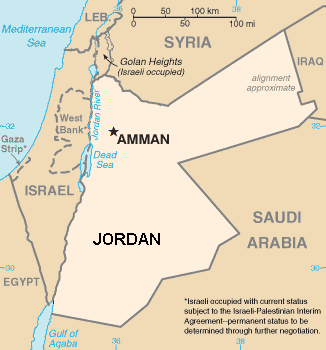
约旦首都安曼

2005年安曼爆炸案是2005年11月9日在约旦首都安曼的三座酒店发生的连续三起爆炸，导致56人死亡，300多人受伤。

## 爆炸
受到炸弹袭击的三座酒店分别是拉迪森、君悅和戴斯酒店，它们都位于安曼商业中心区。当地时间晚上9点，拉迪森饭店首先发生爆炸，当时该饭店正在举行一个约有250人参加的婚礼宴会。随后，君悅酒店和戴斯酒店也相继发生爆炸。
大多数受害者都是约旦人。多名巴勒斯坦官員亦在事件中喪生。美国大使馆的一名发言人说，死者当中有三名美国人，其中包括敘利亞裔美国著名电影制作人阿卡德（Moustapha Akkad）父女。遇难者中有三名中国大陸人士，另有一名受伤。他们分别是解放军总后勤部副局长潘伟（44岁），总政治部的张康平（42岁），军委办公厅的孙靖波（41岁）。受伤者是姚立强（42岁），腿骨骨折。

## 反应

### 本国
约旦国王阿卜杜拉二世发表声明，强烈谴责这三起连环炸弹袭击，并缩短了对哈萨克斯坦的正式访问，提前返回约旦。他说，要挫败恐怖组织，就必须建立起全球反恐战略。
约旦首相阿德南·巴德兰下令关闭学校和一些政府机构，准备应对新的恐怖袭击。
约旦政府宣布全国哀悼一天。
11月10日，有数十万名约旦人走上安曼的街头向遇难者表示同情以及向阿卜杜拉国王表示支持。11月11日，有大约2,000名民众游行穿过安曼的大街，抗议这些攻击行动。许多人高呼反对基地组织及扎卡维的口号。

### 国际
中华人民共和国主席胡锦涛致电约旦国王阿卜杜拉二世，对在此次事件中不幸遇难者表示深切哀悼，向受伤人员和遇难者亲属表示慰问，强烈谴责这一恐怖袭击事件，表示愿同包括约旦在内的国际社会一道，共同打击恐怖主义。
美国总统乔治·沃克·布什谴责这是一起邪恶的恐怖袭击。布什的发言人说，美国方面愿意提供合作，帮助约旦当局将袭击制造者绳之以法。
英国首相布莱尔则表示震惊和悲哀，他表示，英国将与约旦站在一起，打击恐怖主义。
联合国秘书长科菲·安南推迟了对约旦的访问，对约旦政府和人民以及受害者家属表示慰问。
11月20日，57名扎卡维家族的成员宣布与其脱离关系，以表示对爆炸案的反对。

### 恐怖组织
11月10日，在伊拉克的基地组织声称是该组织成员发动了自杀式炸弹袭击。该组织在互联网上发表的声明说，选择这些酒店作为袭击的目标是因为里面的住客是伊斯兰教的敌人、基督教东征军和犹太人。
11月11日，在伊拉克的基地组织第二次发表网上声明说，约旦的饭店受攻击是因为它们曾被用来向伊斯兰教发动战争。同日，在伊拉克的基地组织第三次在网上声称，佩戴自杀式爆炸腰带的四名伊拉克人，其中一對為夫婦，制造了这三次自杀爆炸。
11月18日，据称是该组织头目扎卡维的录音讲话称，爆炸行动并未有意攻击穆斯林的婚礼，本来准备攻击美国和以色列特工在饭店召开的一次会议。讲话放在伊拉克反叛分子常用的一个网站上。

## 侦破
11月11日，约旦当局拘捕了几十名怀疑同爆炸案有关的嫌疑人，约旦籍和伊拉克籍人士都有。
11月12日，约旦政府说，在对炸弹攻击事件进行了调查之后可以证实，约旦籍激进分子扎卡维领导的一个组织需对事件负责。约旦副总理马阿谢尔说，这次攻击行动是由三名非约旦籍男子发动的。
11月13日，一名涉嫌參與自殺襲擊安曼酒店的女子被捕，警方说她是其中一名發動自殺式襲擊兇手的妻子，負責襲擊舉行婚宴的Radisson SAS酒店，但她當時未能引爆炸彈，後她丈夫成功引爆。约旦副首相马阿谢尔说，被逮捕的这名妇女今年35岁，她是激进组织领导人扎卡维一名关键副手的姐妹。马阿谢尔展示了一条装满爆炸物的自杀炸弹腰带，并说在爆炸事发之时，这名妇女身上就佩戴这条腰带。当天，这名妇女在电视上现身，承认参与爆炸袭击。约旦警方说，这名妇女是伊拉克人，名叫赛义达·里沙维（在2015年2月4日被處決）。在电视上亮相时，她身穿传统的伊斯兰黑袍，系着白头巾。她表示，她与丈夫是爆炸前四天使用假护照抵达约旦的。

## 诉讼
2006年3月14日，约旦“国家安全”军事法庭检察官正式起诉扎卡维等8人策划和制造了这三起连环恐怖爆炸案。